# Pippo non lo sa
Pippo non lo sa è un brano musicale composto nel 1939 da Mario Panzeri e Nino Rastelli per il testo e da Gorni Kramer per la musica, interpretato originariamente da Silvana Fioresi con il Trio Lescano e successivamente da numerosi altri artisti.

## Storia
Ad ispirare la composizione del brano fu, secondo l'opinione più diffusa, il gerarca fascista Achille Starace, che aveva l'abitudine di passeggiare impettito in camicia nera, suscitando l'ilarità della popolazione.
Il brano dovette così fronteggiare la censura di regime, dato che l'allusione appariva piuttosto chiara.
Molti anni dopo la composizione del brano, segnatamente nel 1962, Gorni Kramer dichiarò che il brano venne ispirato non da Starace ma dal maestro Pippo Barzizza, con il quale, nel 1939, Kramer aveva avuto una discussione durante un'esibizione al Kursaal di Viareggio. 

## Testo e musica

### Testo
Il protagonista della canzone, Pippo, è un uomo abbigliato in modo bizzarro, in quanto sopra il cappotto porta la giacca, la camicia sopra il gilet e le calze sopra le scarpe, ma che "si crede bello come un Apollo" e "saltella come un pollo" facendo ridere tutta la città.

### Musica
Il brano è un fox-trot moderato di stile Swing.

## Versioni
Oltre che da Silvana Fioresi con il Trio Lescano, il brano è stato inciso anche dai seguenti artisti (in ordine alfabetico):
- Lelio Luttazzi[1]
- Maeva e I Blue Gardenia[1]
- Ennio Morricone [3]
- Rita Pavone (1967)
- Pyranas[1]
- Renato Sellani
- Nino Delli nel 2014 per la raccolta Italian compilation 16/25 (Nuova Canaria)
- Trio Darling
- Ricky Twobirds[1]
- Adriano Valle e Gabriella Piccinini[1]
- Claudio Villa[1]
- Tukano nel 1987

### La versione di Rita Pavone
Rita Pavone ne pubblicò una versione in 45 giri nel 1967. Questa versione, che recava al Lato B il brano Uno, due, tre, raggiunse le prime posizioni delle classifiche, fu inserita nell'album Viaggio a Ritaland.